# Lotus 56
El Lotus 56 fue un monoplaza diseñado por Colin Chapman y Maurice Philippe de Team Lotus para las 500 Millas de Indianápolis de 1968, que sustituyó al exitoso Lotus 38. También fue utilizado como 56B en Fórmula 1 en 1971.

## 500 Millas de Indianápolis
El Lotus 56 utilizaba una versión modificada del motor de turbina a gas del modelo ST6 utilizado en el STP-Paxton Turbocar ("Silent Sam") que casi ganó la carrera en 1967. El ST6 se basaba en un motor de un avión pequeño que utilizaba uno de los motores de aviones turbohélice más populares de la historia. Pero el monoplaza en sí era un diseño completamente nuevo y más avanzado que presentaba un cuerpo aerodinámico distintivo en forma de cuña, en vez de la forma de cigarro, que fue utilizado años antes de la introducción de los alerones delanteros y traseros. USAC, el órgano rector de la Indy 500, había puesto en marcha unas nuevas normas destinadas a delimitar unas reglas sobre el uso de monoplazas con propulsión de turbina, para poder reducir drásticamente el tamaño de la entrada de aire. El Lotus 56 compensaba el ahorro de energía con un diseño con una suspensión sofisticada, conservando el concepto 4WD del Silent Sam, pero con un peso más ligero y una aerodinámica más avanzada.
Lotus acababa de sufrir la reciente muerte de su piloto Jim Clark, en una carrera de Fórmula 2 en Alemania. Mike Spence murió en Indianápolis, en uno de estos cuatro monoplazas que fueron construidos, mientras lo estaba probando. Los otros tres vehículos restantes probados con Graham Hill, Joe Leonard, y Art Pollard lograron ingresar a la carrera, con Leonard reclamando la pole position. A diferencia del año anterior, cuando el STP-Paxton Turbocar fácilmente superado por otros monoplazas en la carrera, los que tenían turbina fueron relativamente parejos con el resto de los contendientes, debido en gran parte a que le atribuían a la aerodinámica, el diseño y al chasis 4WD sin motor turbina. En la competencia, el monoplaza de Hill se estrelló, el monoplaza de Pollard se vino abajo, mientras que el de Leonard, cuando estaba conduciendo monoplaza a falta de un puñado de vueltas finales, cuando el eje de la bomba de combustible falló.

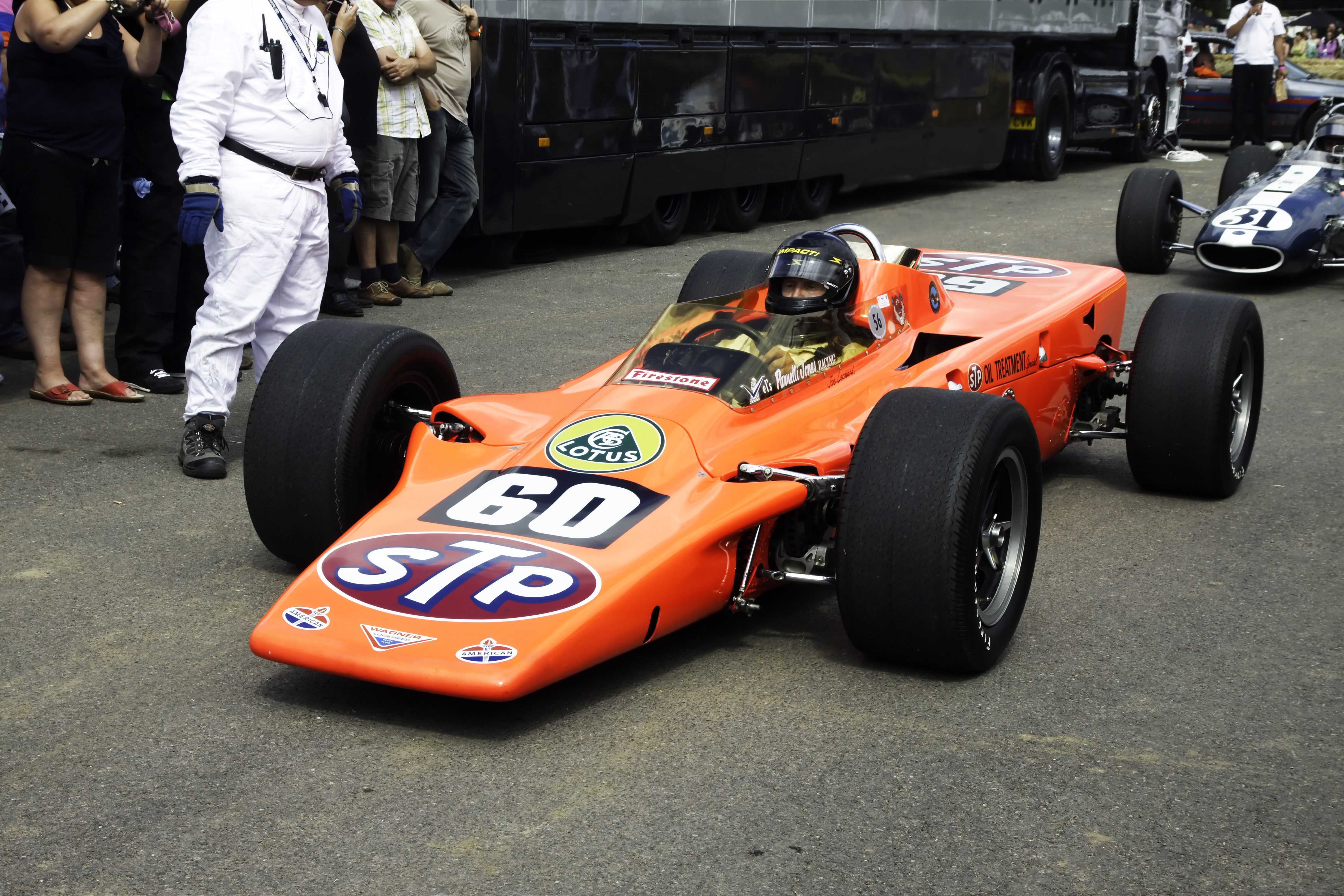
Lotus 56 para la Indy 500.

Poco después, la USAC impuso restricciones adicionales a los monoplazas de la turbina que, básicamente, los sacaron de la competencia. Por segundo año consecutivo los motores turbina de STP habían traído una innovación a la Indy 500 y no habían podido ganar mientras fueran conducidos dentro las vueltas finales de carrera. Posteriormente la USAC prohibió monoplazas turbina y de tracción en las cuatro ruedas de manera definitiva, pero como era lo suficientemente raro este tipo de monoplazas, la compañía de juguetes de Mattel, Hot Wheels produjo un modelo del "Lotus Turbine", como uno de los más populares monoplazas de juguete producidos en masa.
En 1971, el Lotus 56, una versión para competir en la Fórmula 1 siendo utilizado por el Team Lotus, pero los grandes tanques de combustible necesarios para que pudiese funcionar durante toda la carrera sin repostar hizo que tuviese sobrepeso y fuera poco competitivo.
Aunque nunca pudo ganar una carrera, el Lotus 56 junto con el Chaparral de Jim Hall (el Chaparral 2K) demostraron la importancia de la aerodinámica en los coches de carreras, estableciendo efectivamente el molde para los monoplaza de los próximos siguientes diez años. El Lotus 72 de Colin Chapman usó la misma forma de la nariz de cuña y llegó a ganar tres campeonatos del mundo de Fórmula 1.

## Fórmula 1

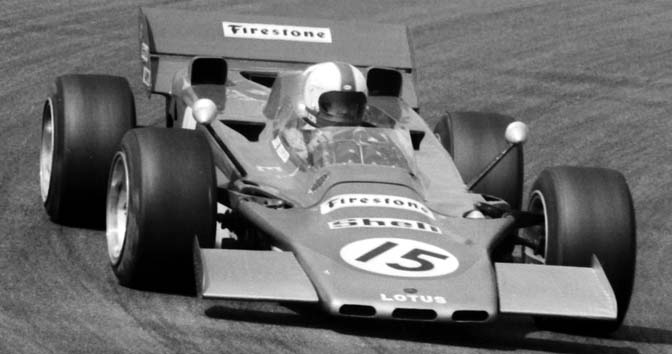
David Walker en el Gran Premio de los Países Bajos.

Colin Chapman desarrolló el 56 como un posible contendiente para competir en Fórmula 1, parte de su plan era tener un diseño único para competir tanto en la Indy 500 como en la Fórmula 1, pero era demasiado pesado y no fue lo suficientemente competitivo. El monoplaza fue designado como Lotus 56B y el brasileño Emerson Fittipaldi lo intentaron manejar en la Carrera de Campeones de 1971 y en la competición de por el Trofeo Internacional, carreras fuera de campeonato. En Brands Hatch, durante la práctica, y a pesar de las condiciones húmedas de la pista, el 56 era, de lejos, el más rápido en la pista, pero la carrera se celebró bajo un clima seco y el monoplaza se perdió en el centro de la pista. 
En Silverstone, siendo parte del Trofeo Internacional BRDC, el monoplaza sólo duró tres vueltas de la primera manga antes del fallo en la suspensión, forzando el abandono de Fittipaldi. Dave Walker corrió con el monoplaza en el Gran Premio de los Países Bajos, y había progresado al remontar posiciones desde su partida en el puesto 22° al 10º lugar, en sólo cinco vueltas debido al aprovechamiento de que la pista en algunos sectores estaba en condiciones muy húmedas, antes de que terminara por deslizarse fuera de competencia y su posterior abandono. Fittipaldi utilizaría el monoplaza una vez más en 1971 para el Gran Premio de Italia y logró llevar el frágil monoplaza a un respetado 8° lugar y a pesar de eso, no logró puntuar.

## Resultados

### Fórmula 1
(Clave) (negrita indica pole position) (cursiva indica vuelta rápida)

| Año     | Motor                                    | Neu. | N.º | Pilotos            | 1   | 2   | 3   | 4   | 5   | 6   | 7   | 8   | 9   | 10  | 11  | Pos. | Puntos |
| ------- | ---------------------------------------- | ---- | --- | ------------------ | --- | --- | --- | --- | --- | --- | --- | --- | --- | --- | --- | ---- | ------ |
| 1971    | Motor Turbina Pratt & Whitney Canada PT6 | F    |     |                    | RSA | ESP | MON | NED | FRA | GBR | GER | AUT | ITA | CAN | USA | 0    | NC     |
| 1971    | Motor Turbina Pratt & Whitney Canada PT6 | F    | 3   | Reine Wisell       |     |     |     |     |     | NC  |     |     |     |     |     | 0    | NC     |
| 1971    | Motor Turbina Pratt & Whitney Canada PT6 | F    | 4   | Emerson Fittipaldi |     |     |     |     |     |     |     |     | 8   |     |     | 0    | NC     |
| 1971    | Motor Turbina Pratt & Whitney Canada PT6 | F    | 15  | David Walker       |     |     |     | Ret |     |     |     |     |     |     |     | 0    | NC     |
| Fuente: |                                          |      |     |                    |     |     |     |     |     |     |     |     |     |     |     |      |        |

## Ficha técnica

### Lotus 56B

#### Motor
- Fabricante: Pratt & Whitney STN76
- Posición motor: central
- Configuración: turbina
- Potencia/régimen: 500 CV 35.000 Rpm

#### Transmisión
- Tracción: A las cuatro ruedas
- Caja de cambios: Sin caja de cambios

#### Bastidor
- Carrocería: monoplaza de Fórmula 1
- Suspensión delantera: independiente de doble brazo
- Suspensión trasera: independiente de doble brazo
- Frenos: discos Girling

#### Medidas
- Longitud/anchura/altura: -/1.687 mm/-
- Vías/dist. entre ejes: -/2.591 mm/-
- Peso en vacío: 612 kg
- Medida llanta: 15 pulgadas
- Capacidad del depósito: 235 L